# Diphymyces urbasoli
Diphymyces urbasoli är en svampart som beskrevs av Santam. 1993. Diphymyces urbasoli ingår i släktet Diphymyces och familjen Laboulbeniaceae.   Inga underarter finns listade i Catalogue of Life.